# Dechselklingen aus Steingrundformen
Dechselklingen aus Steingrundformen haben weder von ihrer Form noch von ihrer chronologischen Stellung mit den namensgleichen Werkzeugen des mitteleuropäischen Alt- bis Mittelneolithikums etwas gemein. Tatsächlich bilden sie eine eigenständige Klasse von Querbeilklingen (Dechselklingen), die per Definition aus sog. Grundformen angefertigt wurden. Zu ihrer Herstellung wurde in aller Regel Kieselgestein (Feuerstein, Hornstein, Quarzit), selten Felsgestein (Hornfels) verwendet. Auch wenn diese Artefaktform von Sammlern und Archäologen zugleich als „Dechsel“ bezeichnet werden, versteht sich von selbst, dass es sich in allen bis jetzt bekannten Fällen lediglich um die steinernen – und deshalb unvergänglichen – Klingen des ursprünglichen Kompositgerätes „Dechsel“ handelt.

## Grundformen

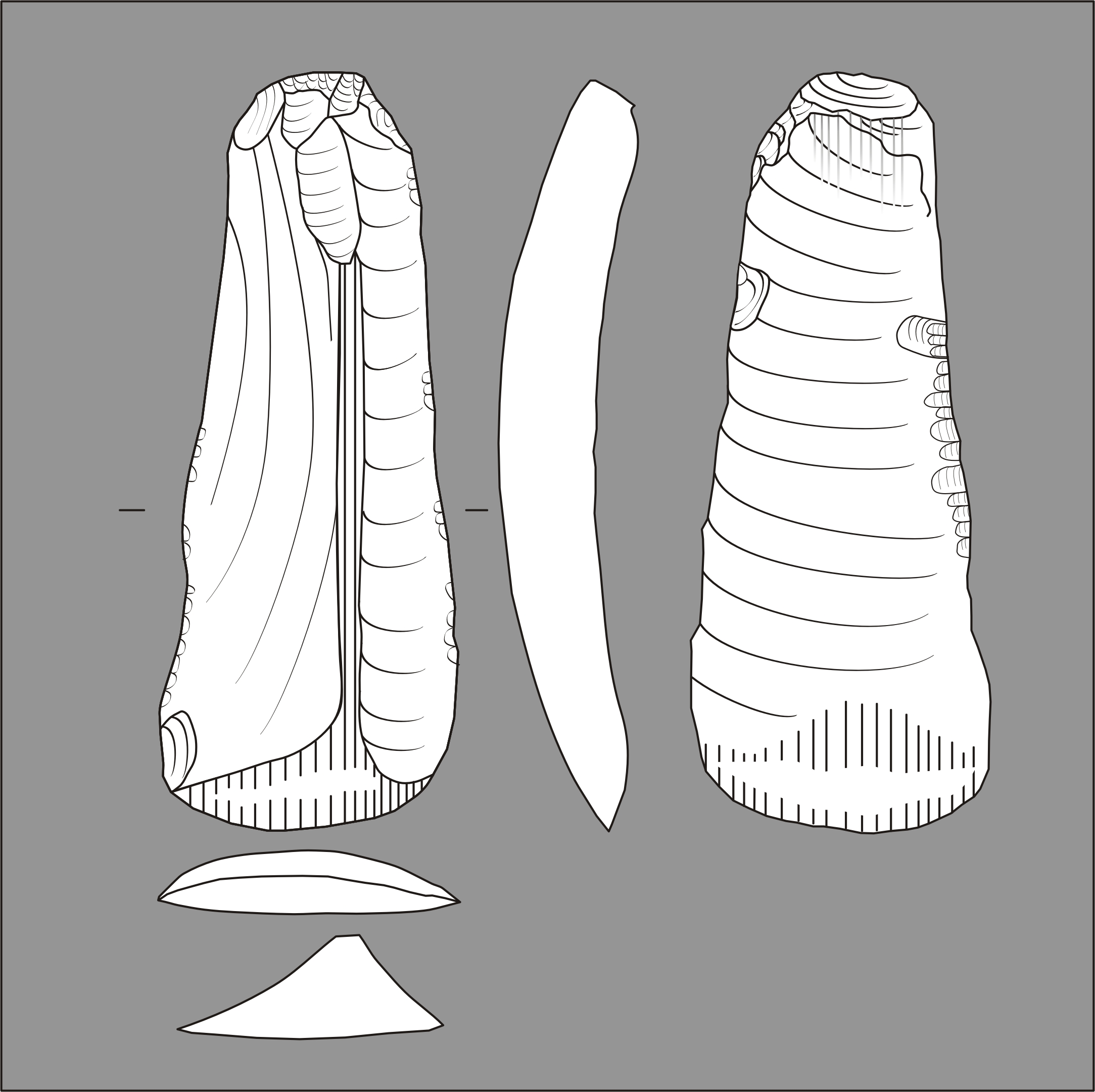
Schematische Darstellung des Idealtyps einer Dechselklinge aus einer Steingrundform (Schliff=parallele Schraffur)

Unter einer „Grundform“ versteht man im Zusammenhang mit der gezielten Herstellung von prähistorischen/historischen Steinwerkzeugen (Artefakten) ein Produkt, das von einem Rohstück aus Kieselgestein oder geeignetem Felsgestein mittels verschiedener Herstellungstechniken abgetrennt worden ist. Dieses Produkt heißt Abschlag und kann grundsätzlich zwei Erscheinungsformen unterschiedlicher Größe aufweisen. In der klassischen Form besitzt ein Abschlag einen rundlichen oder ovalen Umriss. Weist er dagegen einen langgestreckten, eventuell noch symmetrischen Umriss auf, ist somit definitionsgemäß mindestens doppelt so lang wie breit und besitzt überdies annähernd parallele Längskanten, dann wird diese Abschlagform „Klinge“ genannt.
Definierende Merkmale (in absteigender Folge ihrer Signifikanz) von Dechselklingen aus Steingrundformen sind folgende (vgl. Abbildung rechts):
- Ausgangsform ist grundsätzlich ein Abschlag oder eine Klinge, fallweise auch die Naturform „potlid“ („Frostscherbe“),
- Reste der Unterseite (Ventralfläche, fallweise auch „Frost-Fläche“) der ehemaligen Grundform müssen immer erkennbar sein.
- Im Querschnitt ist die Ventralfläche weitgehend flach, die Oberseite (Dorsalfläche) immer gewölbt.
- Im Umriss konvergieren die Längskanten/-seiten in Richtung Nacken.
- Die Schneide befindet sich immer am breiteren Ende und zeigt eine „aufgewippte“ Stellung.
- Schliff diente primär zur endgültigen Überarbeitung der Schneide und findet sich fallweise auch an den Längskanten, während der restliche Gerätekörper, mit Ausnahme prominenter Partien (z. B. Bulbus), frei von Schliffspuren ist.
- Der Umriss ist durch Retuschierung angelegt, überwiegend von ventral nach dorsal. Diese kann auf Dorsal- und/oder Ventralflächen randlich, flächig, aber auch flächendeckend ausgeführt sein.
- Die Stücke weisen in aller Regel eine Längswölbung auf.

## Schäftung und Anwendungsbereich
Diese Dechselklingen dürften aller Wahrscheinlichkeit nach auf, an oder in sog. Knieholmen (aus Astgabeln) geschäftet gewesen sein. Aufgrund von Größe (n = 48: 33-139 mm) und Gewicht (n = 21: 11-145 g) der Klingen ist davon auszugehen, dass es sich um mittelgroße bis kleinere Dechseln (Kompositgerät) gehandelt haben wird, die für mittlere bis leichte Holzarbeiten verwendet wurden.
Ein exzellentes Beispiel für den hochwahrscheinlichen Einsatz einer Dechsel mit einer Klinge aus einer Steingrundform dürfte der Bogenstab des Mannes vom Tisenjoch („Ötzi“) darstellen. Es handelt sich um ein Halbfabrikat aus Eibenholz, dessen Oberfläche mit Hunderten kleiner, für Dechselarbeit sehr charakteristisch „getreppt“ bis sich überlappender und linear aufgereihter, rechteckig-ovaler Schlagnegative übersät ist. Es wird vermutet, dass „Ötzi“ dafür sein Beil mit Kupferklinge benutzt habe. Wäre dies auch durch die durch Dengelung erzielbare Schärfe dessen Klinge gewiss möglich gewesen, so sprechen doch die Größe, vor allem aber die Handhabung des Beils dagegen.

## Forschungsgeschichte
Diese Gerätekategorie wurde von Weiner erstmals 1981 in einem rheinischen Museum erkannt; weitere Beispiele wurden über rd. 18 Jahre aus der Literatur zusammengetragen.
Im Jahre 1999 wurde die Geräteform der ur- und frühgeschichtlichen Fachwelt präsentiert. Seinerzeit waren 43 Exemplare, exklusiv aus Feuerstein bestehend, aus Belgien, Deutschland, Frankreich und den Niederlanden bekannt. Bis zum Jahre 2013 wurden insbesondere durch Steinzeit-Sammler-Foren im Internet weitere Belegexemplare aus Deutschland, den Niederlanden und erstmals auch Dänemark bekannt, so dass momentan insgesamt 67 Fundstücke vorliegen. Bemerkenswert ist auch, dass Felsgestein zur Herstellung derartiger Dechselklingen gedient hat. Dies wird durch zwei Stücke aus dem Landkreis Passau belegt, deren Fundstellen spätneolithische Keramik von Chamer Machart lieferten. Die durch ihre deutlich geschieferte, farbig unterschiedlich stark zonierte Struktur nicht unattraktive, auffällige Gesteinsart konnte als Hornfels bestimmt werden. Dies ist ein hochmetamorphes hartes und besonders zähes paläozoisches Gestein, das in der Region von Tiefenbach/Bayern in der sog. „Bunten Gruppe“ im Untergrund ansteht. Gleichermaßen bemerkenswert ist, dass offensichtlich auch natürliche Trümmerstücke aus Feuerstein (sog. Frostscherben) als Ausgangsform verwendet wurden, sofern sie eine morphologisch geeignete Form aufwiesen. Verdeutlicht wird dies durch zwei Funde von „Scheibenbeilen mit Schliff“ aus baltischem Flint von Fundstellen der späten Trichterbecherkultur aus Schleswig-Holstein und Dänemark.

## Datierung
Dechselklingen aus Steingrundformen treten vom Jungneolithikum (Michelsberger Kultur), über das Spätneolithikum (Horgen-Cham-Wartberg-Stein-SOM) bis zum Endneolithikum (Glockenbecherkultur, Schnurkeramik), d. h. zwischen ca. 4400 und 2200 v. Chr. auf.